# U-131 (1941)

Znak rozpoznawczy U-131

U-131 – niemiecki okręt podwodny (U-Boot) typu IX C z okresu II wojny światowej. Okręt wszedł do służby w 1941 roku. 

## Historia
Okręt wcielony do 4. Flotylli w celu szkolenia; od 1 listopada 1941 roku w 2. Flotylli jako jednostka bojowa.
Na swój pierwszy patrol bojowy U-131 wypłynął z Kilonii 17 listopada 1941 roku, ale uszkodzenia powstałe w wyniku zderzenia z norweskim statkiem zmusiły go do powrotu. Po naprawach okręt okrążył Wyspy Brytyjskie i wypłynął na Atlantyk. Za pomocą sześciu torped zatopił płynącego samotnie marudera z konwoju – brytyjski frachtowiec „Scottish Trader”	(4 016 BRT).
U-131 został zatopiony 17 grudnia 1941 roku na północny wschód od Madery. Podążający za konwojem U-Boot został wykryty przez samolot Grumman Martlet z lotniskowca eskortowego HMS „Audacity”. Okręty eskorty: niszczyciele eskortowe HMS „Exmoor” i HMS „Blankney”, niszczyciel HMS „Stanley”, korweta HMS „Pentstemon” i slup HMS „Stork”  zaatakowały go za pomocą bomb głębinowych. Gaz wydobywający się z uszkodzonych baterii zmusił U-131 do wynurzenia i podjęcia próby ucieczki na powierzchni. Obsłudze działek przeciwlotniczych udało się zestrzelić atakujący samolot, ale celny ostrzał artyleryjski z alianckich jednostek skłonił dowódcę U-Boota do wydania rozkazu samozatopienia okrętu. Cała załoga U-131 dostała się do niewoli.